# جان‌پناه دژ

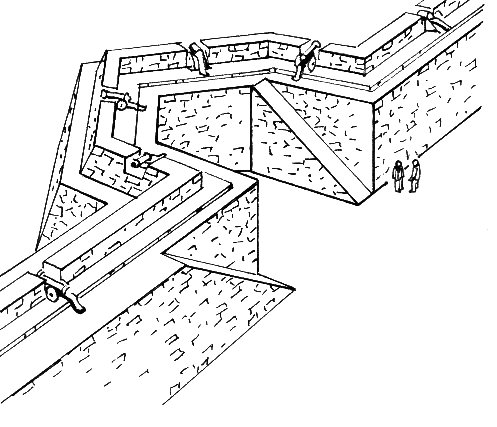
نمایی از یک جان‌پناه

جان‌پناه دژ سنگر و استحکاماتی است که از روی حصار اصلی قلعه جلوتر رفته و مسلط بر فضای جلوی قلعه و ساختمان‌های بیرونی دیگر قلعه است.
توپ‌هایی را که به علت بزرگی نمی‌شد در زیر محل‌های مسقف جای داد، در جان‌پناه قرار می‌دادند. رفته‌رفته جان‌پناه‌ها جای دیوار را گرفتند تا توپ‌خانه و پیاده‌نظام بتوانند از روی آن دو سوی جان‌پناه و اطراف جان‌پناه‌های مجاور را مورد هدف قرار دهند.

## نگارخانه

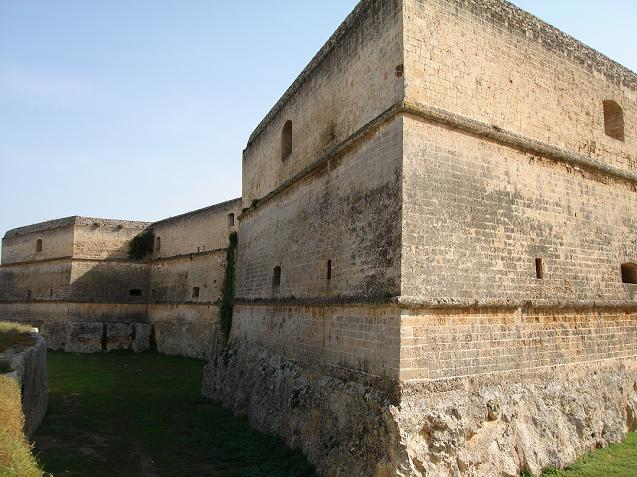
یکی از جان‌پناه‌های دژ کوپرتینو در ایتالیا
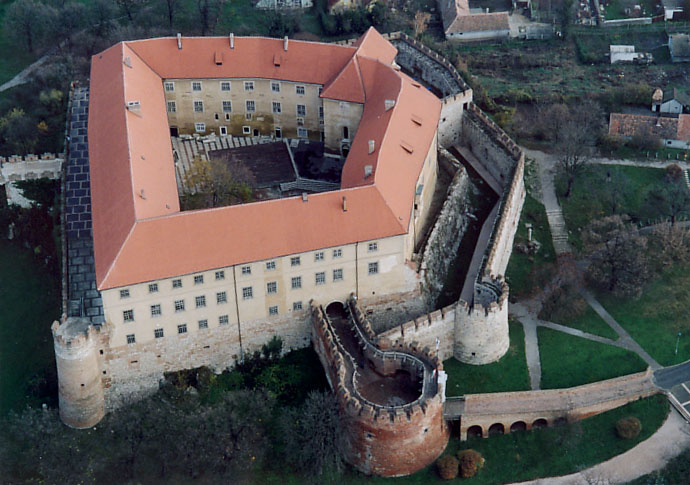
نمای هوایی جان‌پناهی در قلعهٔ سیکلوس در مجارستان
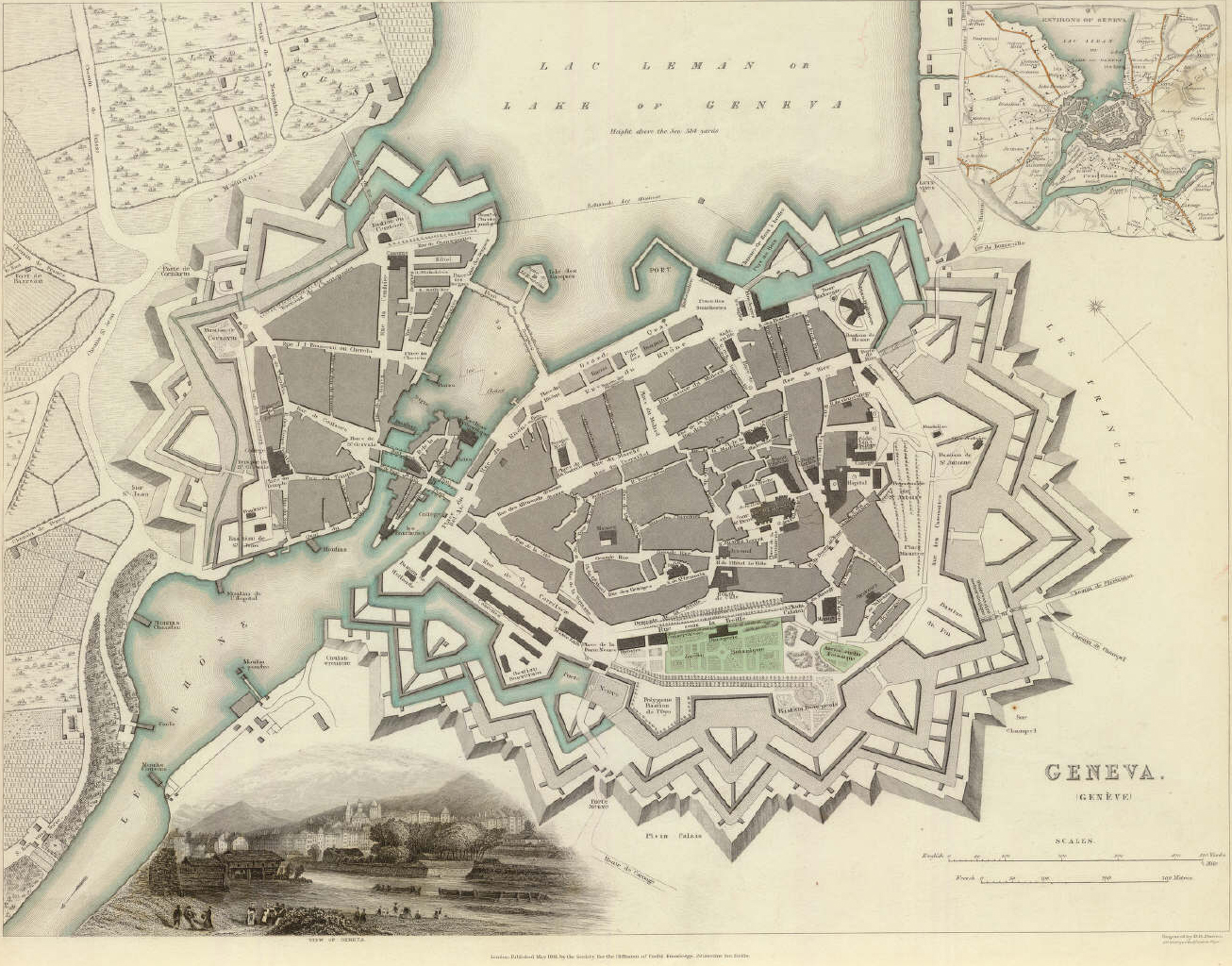
نقشهٔ ژنو و اطراف آن در ۱۸۴۱ میلادی. استحکامات غول‌آسا تعداد زیادی جان‌پناه را در خود جای داده‌اند، این بنا ده سال بعد نابود شد.
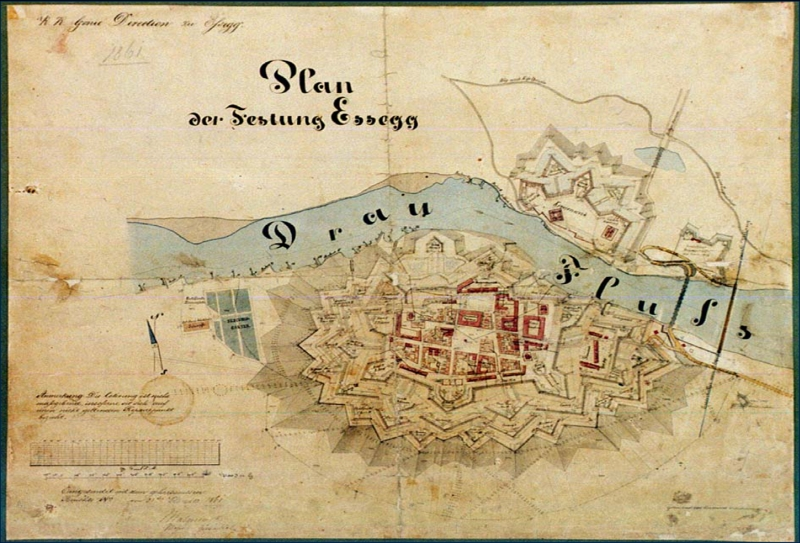
نقشهٔ Tvrđa در سال ۱۸۶۱ میلادی، اوسییک، کرواسی. با وجود اینکه استحکامات تقریباً زدوده شده‌اند، برخی از جان‌پناه‌ها همچنان پابرجا هستند.
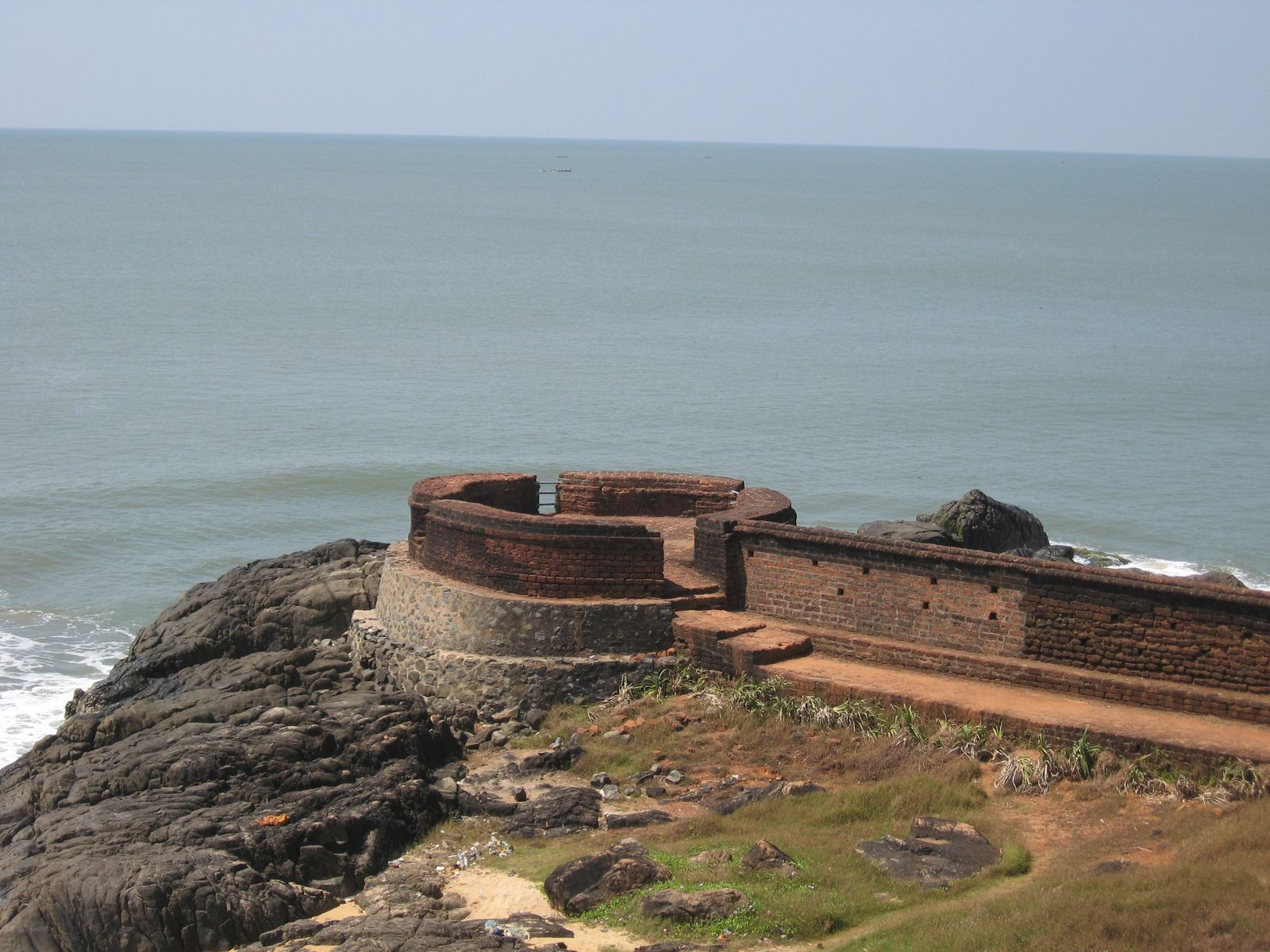
باستیون دایره‌ای شکل در بکال فورت، محلهٔ کاساراگاد، کرالا، هند.
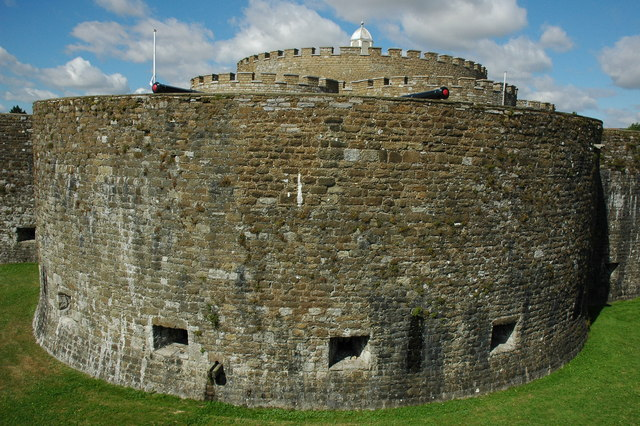
یکی از جان‌پناه‌های گرد در قلعهٔ دیل، در ساحل جنوبی انگلستان
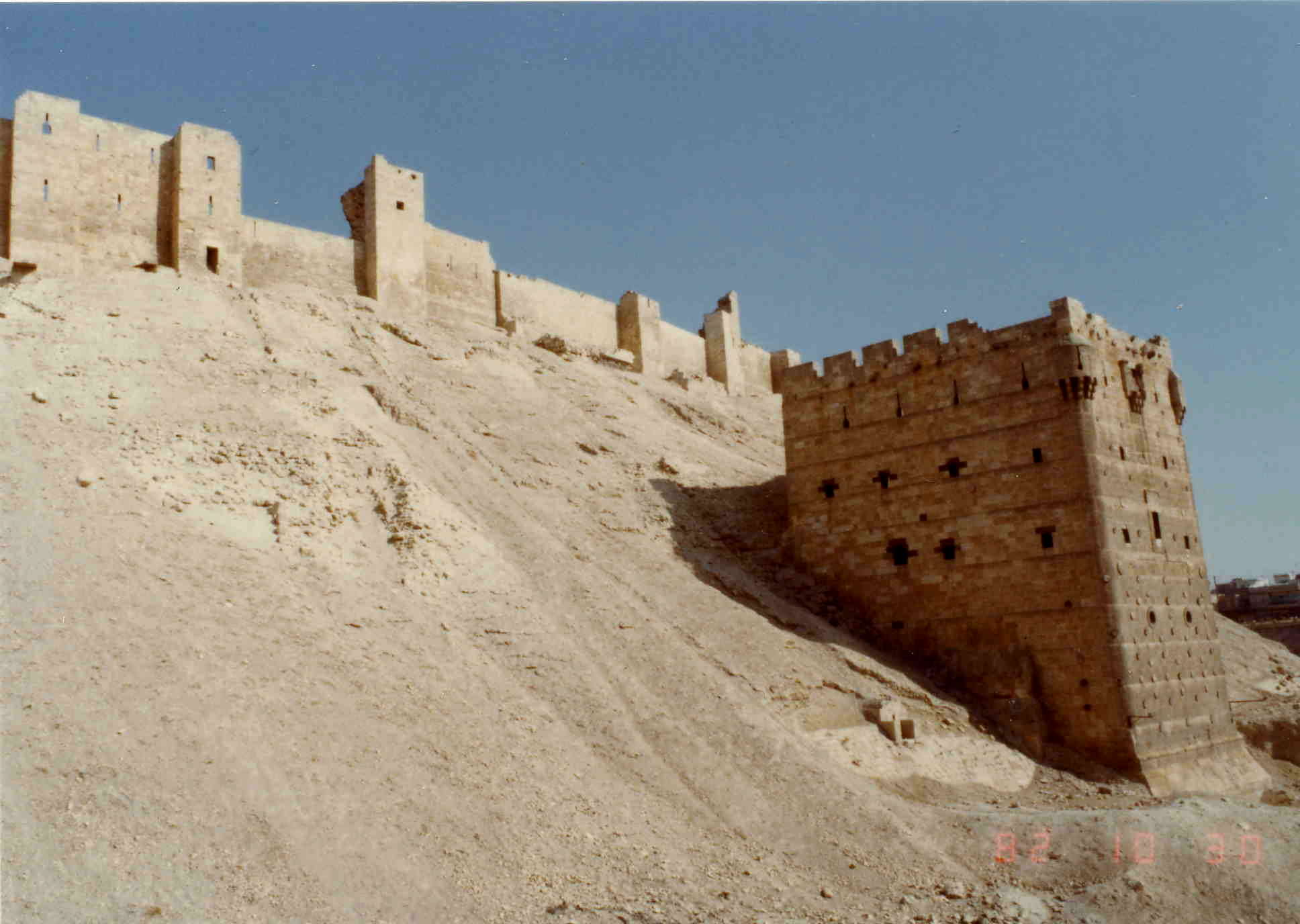
جان‌پناهی در جنوب گلاسیس در ارگ حلب، یکی از قدیمی‌ترین قلعه‌های جهان